# Antoine Essombé
Antoine Essombé également connu sous le nom de Douglas (né le 23 décembre 1935 à Douala) est un footballeur camerounais qui évoluait au poste d'attaquant.
Il effectue la majeure partie de sa carrière à l'US Boulogne en Division 2.

## Biographie
Antoine Essombé commence sa carrière au FC Sète en 1959 et inscrit 14 buts pour sa première saison en Division 2. 
À compter de 1960, il joue en faveur de l'US Boulogne où il reste quatre saisons et inscrit 58 buts en Division 2. 
Après de brefs passages à Charleroi, à Metz et au  Red Star, il termine sa carrière en amateur à Faucigny.
Il entraîne six ans à l'USG Boulogne, de 1976 à 1982.